# 福漢會
福漢會（The Chinese Union），普魯士傳教士郭實臘於1844年在香港創立的基督教（新教）傳教差會，專門差派華人向華人傳教。「福漢」指「造福漢人」。該會於1855年後因郭實臘病故而結束。
有文獻記載指，太平天國領導者「南王」馮雲山是此會之信徒。